# Software Defined Radio

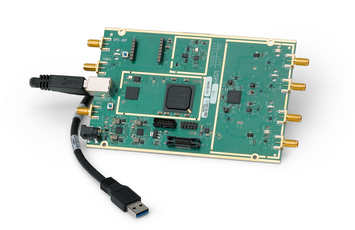
Software Defined Radio

SDR: Software Defined Radio - Vô tuyến định nghĩa bằng phần mềm sử dụng một nền tảng phần cứng thống nhất để cung cấp các tiêu chuẩn thông tin, các lược đồ điều chế và tần số khác nhau thông qua các module phần mềm. Nó hỗ trợ việc triển khai các hệ thống thông tin vô tuyến đa băng tần và đa tiêu chuẩn.
Việc đưa thêm ứng dụng có công nghệ mới vào khai thác trên dải tần đã sử dụng mang lại hiệu quả băng tần. Tần số vô tuyến là một tài nguyên mà nhiều nhà cung cấp dịch vụ muốn sử dụng để kinh doanh. Do đó sử dụng dải tần một cách hiệu quả là một yêu cầu quan trọng. Như việc đưa vào triển khai hệ thống thông tin di động đặc biệt SMR (Specialised Mobile Radio) ở Mỹ trên hệ thống dữ liệu của châu Âu đã mang lại những hiệu quả tích cực to lớn. Ngoài ra SDR còn cho thấy các ứng dụng quan trọng khác của nó trong thông tin vệ tinh, thông tin dẫn đường, hàng hải và lĩnh vực an ninh công cộng, các hệ thống cơ sở dữ liệu... Ứng dụng SDR trong lĩnh vực hàng không có thể hoạt động theo nhiều tiêu chuẩn về giao diện vô tuyến, tạo điều kiện thuận lợi cho sử dụng, nâng cấp khi cần thay đổi, cung cấp nhiều dịch vụ công tác. Ưu điểm khác đó là thiết bị vô tuyến cấu hình mềm là một kiểu kiến trúc mở cho phép nhiều nhà cung cấp, sản xuất cùng tham gia, giảm bớt thời gian phát triển sản phẩm.

## Định nghĩa
Một cách cụ thể, SDR định nghĩa là một tập hợp các kỹ thuật phần cứng và phần mềm trong đó một vài hoặc toàn bộ các chức năng hoạt động của vô tuyến (còn được gọi là xử lý lớp vật lý) được thực hiện thông qua phần mềm hoặc phần sụn (firmware) có thể thay đổi hoạt động dựa trên các kỹ thuật xử lý lập trình được.

## Ứng dụng chủ yếu
Các thiết bị này gồm có các ma trận cổng logic bán dẫn trường cho phép lập trình được FPGA (Field Programmable Gate Arrays), các bộ xử lý tín hiệu số DSP (Digital Signal Processor), các bộ xử lý chức năng chung GPP (General Purpose Processor), hệ thống trên chip lập trình được SoC (System on Chip) hoặc các bộ xử lý có thể lập trình theo ứng dụng cụ thể khác. Việc thiết kế các hệ thống SDR đã mở ra một khía cạnh mới trong lĩnh vực thông tin liên lạc. Nó trực tiếp hoặc gián tiếp góp mặt trong rất nhiều ứng dụng thiết thực của lĩnh vực thông tin, bao gồm các ứng dụng chủ yếu sau:
- Thông tin trong quân sự: các ưu điểm của SDR đó là tính an toàn của thông tin, mã hoá bảo mật, sử dụng linh hoạt, tích hợp nhiều chức năng và chế độ công tác, khả năng kết nối với máy tính và các mạng thông tin liên lạc khác theo các tiêu chuẩn quốc tế. SDR còn cho phép tổ chức mạng thông tin lớn cho cả hệ thống, trong đó bao gồm nhiều loại thiết bị cho các quân binh chủng với sự đa dạng các tiêu chuẩn và dạng loại chế độ thông tin khác nhau.

Một ưu thế của công nghệ SDR trong thông tin quân sự đó là khi các chức năng của thiết bị được thực hiện bằng các thuật toán tương ứng và được lập trình, nạp vào trong thiết bị. Kích thước của thiết bị khi đó nhỏ đi rất nhiều, với các thiết bị cầm tay cũng có đầy đủ chức năng cơ bản. Đơn giản, gọn nhẹ cho người lính nhưng vẫn đảm bảo chức năng liên lạc không chỉ với đồng đội, các đơn vị chiến thuật khác mà còn có khả năng liên lạc với các đơn vị, quân binh chủng khác do có thể hoạt động với băng tần rất rộng, bao gồm nhiều dạng sóng khác nhau
- Thông tin vô tuyến dân sự: cụ thể xét cho các hệ thống thông tin di động mặt đất. Do sự cạnh tranh của các nhà sản xuất thiết bị, các nhà cung cấp dịch vụ di động. Bất cứ một hệ thống hay một dịch vụ nào để được chấp nhận phải thể hiện được ưu điểm trong tính năng của nó phù hợp với một mức giá cả hợp lý. Khi muốn thay thế các hệ thống cũ hoặc muốn nâng cấp thêm các dịch vụ, áp dụng các tiêu chuẩn mới mà thay đổi toàn bộ phần cứng thì sẽ rất tốn kém và lãng phí. Khi đó sẽ mang lại hiệu quả thương mại cao hơn cho các nhà sản xuất và cung cấp dịch vụ và cũng mang lại lợi ích kinh tế cho người sử dụng do hệ thống đó có thời gian sử dụng lâu hơn với một số lượng dịch vụ khai thác tăng lên, với sự yêu cầu cao hơn của người sử dụng. Đồng thời, SDR còn cho phép đưa vào sử dụng các đường truyền riêng, các kênh truyền thuê riêng an toàn cho các công ty. Việc tích hợp nhiều dịch vụ trên một thiết bị đem lại lợi ích không chỉ cho các nhà sản xuất, kinh doanh mà còn đem lại sự tiện lợi lớn cho người sử dụng. Bằng việc chế tạo ra các thiết bị truyền thông đa phương tiện làm cho người dùng chỉ cần mang một thiết bị mà vẫn có thể dùng nhiều chức năng khác nhau: điện thoại, máy tính bỏ túi cho các ứng dụng số liệu, các yêu cầu tốc độ khác nhau: thư điện tử, trình duyệt web, thư thoại…